# Grenke Bank
Die Grenke Bank ist ein deutsches Kreditinstitut mit Sitz in Baden-Baden. Die Grenke Bank ist eine vollständige Tochter des Finanzdienstleisters Grenke AG. Sie übernimmt in Teilen die Refinanzierungstätigkeit der Muttergesellschaft. Das Bankgeschäft ist grundlegend auf den nationalen Markt innerhalb Deutschlands ausgelegt und umfasst die Finanzierungstätigkeit für KMU sowie Existenzgründer. In diesem Rahmen kooperiert das Unternehmen mit Förderbanken wie der Kreditanstalt für Wiederaufbau und der L-Bank. Zudem werden Geschäftsgirokonten und Festgeldanlagen für Privatkunden angeboten. Die Grenke Bank entstand 2009 durch die Übernahme der Hesse-Newman-Bank durch die Grenke AG. Da die Namensrechte für Hesse Newman nicht mitveräußert wurden, fand zur gleichen Zeit eine Umbenennung des Geschäfts statt.

## Technik
Die Grenke Bank AG ist dem genossenschaftlichen Rechenzentrum der Atruvia AG angeschlossen und nutzt als Kernbankensystem deren Software agree21.